# كلوتون (تشيشير)
كلوتون (بالإنجليزية: Clutton, Cheshire)‏ هي قرية وأبرشية مدنية تقع في المملكة المتحدة في تشيشير. يقدر عدد سكانها بـ 371 نسمة ومساحتها 6.183 كم2 .